# Vicksburg (Mississippi)
Vicksburg ist eine Stadt im Warren County, Mississippi und zugleich dessen Verwaltungssitz.

## Bevölkerung
Vicksburg hat 21.573 Einwohner (Stand: Volkszählung 2020). Die Gesamtfläche beträgt 98,3 km² und die Bevölkerungsdichte somit 253 Einwohner/km². 

## Lage
Vicksburg liegt 65 km westlich der Hauptstadt des Staates Mississippi, Jackson. Das Stadtgebiet erstreckt sich auf einer bis zu 40 m über den Fluss ragenden Anhöhe auf dem Ostufer des Mississippi an dessen Zusammenfluss mit dem Yazoo. Die Interstate 20 und der U.S. Highway 80 queren über die Vicksburg Bridge den Mississippi ins Madison Parish von Louisiana. Bis zur Fertigstellung 1973 führte der U.S. Highway 80 über die Old Vicksburg Bridge, ein kombinierte Eisenbahn- und Straßenbrücke, die heute nur noch von der Kansas City Southern Railway genutzt wird.

## Geschichte
Vicksburg wurde 1811 gegründet und am 29. Januar 1825 als Stadt anerkannt. Der Ort wuchs schnell und wurde bald ein Zentrum des Handels, der Landwirtschaft und des Verkehrs auf dem Mississippi.
Während des Amerikanischen Bürgerkrieges war die Stadt aufgrund des über den Mississippi nach Westen verlaufenden Abzweigs der Mississippi Central Railroad und der beherrschenden Lage am Mississippi von großer Bedeutung. Eine gescheiterte militärische Operation von 1862–63, um den Mississippi militärisch und wirtschaftlich uneingeschränkt für die Union nutzen zu können, trägt heute den Namen Erster Vicksburg-Feldzug. Der Zweite Vicksburg-Feldzug schließlich verlief für die Unionstruppen erfolgreich: Am 22. Mai 1863 wurde die Stadt von Unionstruppen angegriffen. Am 4. Juli kapitulierte sie vor General Grant, der damit zum neuen Kriegshelden des Nordens aufstieg. Damit beherrschte die Flotte des Nordens den Mississippi und konnte den Nachschub in den Süden ungehindert organisieren und durchführen.

## Söhne und Töchter der Stadt
- Key Pittman (1872–1940), Politiker
- Vail Montgomery Pittman (1880–1964), Politiker
- Walter Barnes (1905–1940), Jazz-Musiker und Bandleader
- Milton Hinton (1910–2000), Bassist
- Willie Dixon (1915–1992), Musiker
- Hank Jones (1918–2010), Pianist
- Willie Jones II (1920–1977), Pianist und Produzent
- Beah Richards (1920–2000), Schauspielerin
- George H. Smith (1922–1996), Schriftsteller
- Mart Crowley (1935–2020), Dramatiker und Drehbuchautor
- Ellen Gilchrist (1935–2024), Schriftstellerin
- Bertha Hope (* 1936), Pianistin
- Terry Evans (1937–2018), Blues-Sänger, Gitarrist und Songwriter
- William R. Ferris (* 1942), Autor und Wissenschaftler
- Myra Gale Lewis (* 1944), Autorin
- Delbert Hosemann (* 1947), Politiker
- Patrick Kelly (1954–1990), Modeschöpfer
- Henry Cloud (* 1956), Psychologe, Berater, Bestsellerautor und Vortragsredner
- Nikki Griffin (* 1978), Schauspielerin
- Katherine Bailess (* 1980), Schauspielerin, Sängerin und Tänzerin
- Malcolm Butler (* 1990), American-Football-Spieler